# Michael Jackson (baloncestista)
Michael Derek Jackson (Fairfax, Virginia, 13 de julio de 1964) es un exjugador de baloncesto estadounidense que jugó tres temporadas en la NBA. Con 1,88 metros de estatura, jugaba en la posición de base.

## Trayectoria deportiva

### Universidad
Jugó durante cuatro temporadas con los Hoyas de la Universidad de Georgetown, en las que promedió 9,8 puntos, 5,1 asistencias y 1,7 rebotes por partido. En 1984 fue pieza clave para la consecución del Torneo de la NCAA. En las semifinales de la Final Four, ante el favorito Kentucky, con Patrick Ewing en el banquillo por faltas personales y Reggie Williams anotando un pobre 1 de 7 tiros de campo, Jackson se erigió en el líder del equipo, siendo el máximo anotador con 12 puntos y batiendo su récord de rebotes personal con 10. Dos días más tarde, en la final ante Houston, consiguió 11 puntos y 6 asistencias.

### Profesional
Fue elegido en la cuadragésimo séptima posición del Draft de la NBA de 1986 por New York Knicks, pero fue despedido antes del comienzo de la temporada. Un año más tarde firmó como agente libre por los Sacramento Kings, donde en su primera temporada, la única completa, promedió 2,7 puntos y 3,1 asistencias por partido. Posteriormente jugó dos temporadas más de forma intermitente.

## Estadísticas de su carrera en la NBA

### Temporada regular
| Temporada | Edad | Equipo           | Liga | P  | TIT | MIN  | TC  | TCA | %TC  | 3P  | 3PA | %3P  | TL  | TLA | %TL  | R.OF. | R.DEF. | REB | ASIS | ROB | TAP | PER | FP  | PTS |
| 1987-88   | 23   | Sacramento Kings | NBA  | 58 | 0   | 13.1 | 1.1 | 2.9 | .374 | 0.1 | 0.4 | .240 | 0.4 | 0.6 | .719 | 0.3   | 0.7    | 1.0 | 3.1  | 0.3 | 0.1 | 1.0 | 1.4 | 2.7 |
| 1988-89   | 24   | Sacramento Kings | NBA  | 14 | 0   | 5.0  | 0.6 | 1.7 | .375 | 0.1 | 0.4 | .333 | 0.1 | 0.1 | .500 | 0.1   | 0.2    | 0.3 | 0.8  | 0.2 | 0.0 | 0.3 | 0.9 | 1.5 |
| 1989-90   | 25   | Sacramento Kings | NBA  | 17 | 0   | 3.4  | 0.2 | 0.6 | .273 | 0.1 | 0.1 | .500 | 0.2 | 0.4 | .500 | 0.1   | 0.3    | 0.4 | 0.5  | 0.3 | 0.0 | 0.2 | 0.2 | 0.6 |
| Total     |      |                  | NBA  | 89 | 0   | 10.0 | 0.9 | 2.3 | .369 | 0.1 | 0.4 | .273 | 0.3 | 0.4 | .675 | 0.2   | 0.6    | 0.8 | 2.2  | 0.3 | 0.1 | 0.7 | 1.1 | 2.1 |